# Grupa Mathieu
Grupa Mathieu – jedna z pięciu skończonych grup prostych odkrytych i opisanych przez francuskiego matematyka Émile’a Léonarda Mathieu w jego pracach z lat 1861 i 1873; były to pierwsze odkryte sporadyczne grupy proste. Zwykle oznacza się je symbolami {\displaystyle M_{11},M_{12},M_{22},M_{23},M_{24}} i można o nich myśleć jako o grupach permutacji zbiorów odpowiednio 11, 12, 22, 23, czy 24 elementów (punktów).
Czasami, do oznaczenia podobnych grup (działających odpowiednio na zbiorach 7-, 8-, 9-, 10-, 19-, 20- i 21-punktowych), mianowicie stabilizatorów punktów w większych grupach, stosuje się symbole {\displaystyle M_{7},M_{8},M_{9},M_{10},M_{19},M_{20}} oraz {\displaystyle M_{21}.} Choć nie są sporadycznymi grupami prostymi, podgrupy te są istotne ze względu na to, iż mogą służyć do konstruowania większych. Z drugiej strony John Conway zasugerował, że można rozszerzyć ten ciąg poprzez uogólnienie piętnastki, gdzie uzyskuje się podzbiór podgrupy symetrycznej zbioru 13-punktowego oznaczany {\displaystyle M_{13}.}
Największa z grup, {\displaystyle M_{24},} która zwiera wszystkie inne, zawiera się w grupie symetrii kodu binarnego Golaya, który ma zastosowania praktyczne. Co więcej, grupy Mathieu stanowią fascynację wielu badaczy teorii grup jako anomalie matematyczne.

## Historia
Grupy proste definiuje się jako grupy bez nietrywialnych podgrup normalnych właściwych. Intuicyjnie oznacza to, że nie można ich rozbić na iloczyny mniejszych grup. Przez wiele lat dążono do sklasyfikowania grup prostych, aż wreszcie udało się to zrobić około 1980 roku. Grupy proste należą do wielu nieskończonych rodzin z wyjątkiem 26 grup, wśród których są także grupy Mathieu, nazywanych sporadycznymi grupami prostymi. Po opisaniu grup Mathieu nie udało się znaleźć nowych sporadycznych grup prostych aż do roku 1965, kiedy to odkryto grupę J1.

## Grupy wielokrotnie przechodnie
Mathieu był zainteresowany opisaniem grup permutacji wielokrotnie przechodnich (wielokrotnie tranzytywnych), które zostaną teraz zdefiniowane. Dla liczby naturalnej k grupa permutacji {\displaystyle G} działająca na zbiorze n-punktowym jest k-przechodnia (k-tranzytywna), jeżeli dla danych dwóch zbiorów punktów {\displaystyle a_{1},\dots ,a_{k}} oraz {\displaystyle b_{1},\dots ,b_{k}} o takiej własności, że {\displaystyle a_{i}} są różne i {\displaystyle b_{i}} są różne, istnieje element {\displaystyle g} grupy {\displaystyle G,} który odwzorowuje {\displaystyle a_{i}} na {\displaystyle b_{i}} dla każdego {\displaystyle i=1,\dots ,k.} Taka grupa nazywana jest ściśle k-przechodnią (ściśle k-tranzytywną), jeżeli istnieje wyłącznie jeden element {\displaystyle g} o tej własności (tzn. działanie na k-tkach jest regularne, a nie tylko przechodnie).
Grupa {\displaystyle M_{24}} jest 5-przechodnia, zaś {\displaystyle M_{12}} jest grupą ściśle 5-przechodnią, przy czym pozostałe grupy Mathieu (proste lub nie) są podgrupami odpowiadającym stabilizatorom zbiorów {\displaystyle m}-punktowych o odpowiednio niższej przechodniości (M23 jest 4-przechodnia itd.).
Jedynymi grupami 4-przechodnimi są grupy symetryczne {\displaystyle S_{k}} dla {\displaystyle k\geqslant 4,} grupy alternujące {\displaystyle A_{k}} dla {\displaystyle k\geqslant 6} i grupy Mathieu {\displaystyle M_{24},M_{23},M_{12},M_{11}.} Pełny dowód wymaga klasyfikacji skończonych grup prostych, ale niektóre przypadki szczególne były znane przed jej opracowaniem.
Klasycznym wynikiem Jordana jest fakt, że grupy symetryczne i alternujące (odpowiednio stopni k i k – 2) oraz grupy {\displaystyle M_{12}} i {\displaystyle M_{11}} są jedynymi ściśle k-przechodnimi grupami permutacji dla k równych co najmniej 4.
Ważnymi przykładami grup wielokrotnie przechodnich są grupy 2-przechodnie i grupy Zassenhausa. Grupy Zassenhausa zawierają rzutową ogólną grupę liniową (ang. projective general linear group) prostej rzutowej nad ciałem skończonym, {\displaystyle \operatorname {PGL} (2,F_{q}),} która jest ściśle 3-przechodnia (zob. dwustosunek) na zbiorze {\displaystyle (q+1)}-elementowym.

### Rząd i tabela przechodniości
| Grupa                  | Rząd        | Rząd (iloczyn)                 | Rozkład rzędu              | Przechodniość        | Prostota  |
| ---------------------- | ----------- | ------------------------------ | -------------------------- | -------------------- | --------- |
| {\displaystyle M_{24}} | 244 823 040 | 3· 16 · 20 · 21 · 22 · 23 · 24 | 210 · 33 · 5 · 7 · 11 · 23 | 5-przechodnia        | prosta    |
| {\displaystyle M_{23}} | 10 200 960  | 3 · 16 · 20 · 21 · 22 · 23     | 27 · 32 · 5 · 7 · 11 · 23  | 4-przechodnia        | prosta    |
| {\displaystyle M_{22}} | 443 520     | 3 · 16 · 20 · 21 · 22          | 27 · 32 · 5 · 7 · 11       | 3-przechodnia        | prosta    |
| {\displaystyle M_{21}} | 20 160      | 3 · 16 · 20 · 21               | 26 · 32 · 5 · 7 · 11       | 2-przechodnia        | prosta    |
| {\displaystyle M_{20}} | 960         | 3 · 16 · 20                    | 26 · 3 · 5                 | 1-przechodnia        | nieprosta |
| {\displaystyle M_{19}} | 48          | 3 · 16                         | 24 · 3                     | 0-przechodnia[b]     | nieprosta |
|                        |             |                                |                            |                      |           |
| {\displaystyle M_{12}} | 95 040      | 8 · 9 · 10 · 11 · 12           | 26 · 33 · 5 · 11           | ściśle 5-przechodnia | prosta    |
| {\displaystyle M_{11}} | 7920        | 8 · 9 · 10 · 11                | 24 · 32 · 5 · 11           | ściśle 4-przechodnia | prosta    |
| {\displaystyle M_{10}} | 720         | 8 · 9 · 10                     | 24 · 32 · 5                | ściśle 3-przechodnia | nieprosta |
| {\displaystyle M_{9}}  | 72          | 8 · 9                          | 23 · 32                    | ściśle 2-przechodnia | nieprosta |
| {\displaystyle M_{8}}  | 8           | 8                              | 23                         | ściśle 1-przechodnia | nieprosta |
| {\displaystyle M_{7}}  | 1           | 1                              | 1                          | ściśle 0-przechodnia | nieprosta |

## Konstrukcje grup Mathieu
Grupy Mathieu mogą być skonstruowane na wiele sposobów.

### Grupy permutacji
Grupa {\displaystyle M_{12}} ma podgrupę prostą rzędu {\displaystyle 660} będącą zarazem podgrupą maksymalną. Podgrupa ta może być reprezentowana jako liniowa grupa ułamków jedenastoelementowego ciała {\displaystyle F_{11}.} Jeżeli {\displaystyle a} oznacza {\displaystyle -1,} zaś {\displaystyle b} – nieskończoność, to dwoma standardowymi generatorami są {\displaystyle (0123456789a)} oraz {\displaystyle (0b)(1a)(25)(37)(48)(69).} Trzeci generator, dający {\displaystyle M_{12},} odwzorowuje element {\displaystyle x} ciała {\displaystyle F_{11}} na {\displaystyle 4x^{2}-3x^{7};} w zapisie permutacyjnym jest to {\displaystyle (26a7)(3945).} Stabilizatorem czterech punktów jest grupa kwaternionów.
Podobnie {\displaystyle M_{24}} jest maksymalna podgrupa prosta rzędu {\displaystyle 6072,} która może być reprezentowana jako liniowa grupa ułamków ciała {\displaystyle F_{23}.} Jeden generator dodaje jedynkę do każdego z elementów (nie poruszając punktu N w nieskończoności), tzn. jest to
{\displaystyle (0123456789ABCDEFGHIJKLM)(N),}
drugim jest permutacja odwracająca porządek,
{\displaystyle (0N)(1M)(2B)(3F)(4H)(59)(6J)(7D)(8K)(AG)(CL)(EI).}
Trzeci generator, dający {\displaystyle M_{24}} odwzorowuje element {\displaystyle x} ciała {\displaystyle F_{23}} na {\displaystyle 4x^{4}-3x^{15};} nieciekawe obliczenia pokazują, że jako permutacja jest to element
{\displaystyle (2G968)(3CDI4)(7HABM)(EJLKF).}
Konstrukcje te są cytowane za Carmichaelem; Dixon i Mortimer przypisują permutacje Mathieu.

### Grupy automorfizmów systemów Steinera
Istnieje, co do równoważności, dokładnie jeden system Steinera {\displaystyle W_{24}} (geometria Witta) typu {\displaystyle S(5,8,24).} Grupa {\displaystyle M_{24}} jest grupą automorfizmów tego systemu Steinera; tzn. zbiór permutacji, które przekształcają każdy blok na inny. Podgrupy {\displaystyle M_{23}} i {\displaystyle M_{22}} są zdefiniowane jako stabilizatory odpowiednio jednego oraz dwóch punktów.
Podobnie, istnieje, co do równoważności, dokładnie jeden system Steinera {\displaystyle W_{12}} typu {\displaystyle S(5,6,12),} a grupa {\displaystyle M_{12}} jest jej grupą automorfizmów. Podgrupa {\displaystyle M_{11}} jest stabilizatorem punktu.

#### M24z PSL(3,4)
Grupę {\displaystyle M_{24}} można skonstruować wychodząc od {\displaystyle \operatorname {PSL} (3,4);} jest to jedno z niezwykłych zjawisk matematyki.
Dobrym zaczątkiem dla {\displaystyle M_{24}} jest {\displaystyle \operatorname {PSL} (3,4),} rzutowa specjalna grupa liniowa (ang. projective special linear group) przestrzeni trójwymiarowej nad skończonym ciałem 4-elementowym, oznaczana również {\displaystyle M_{21},} która działa na płaszczyźnie rzutowej nad ciałem {\displaystyle F_{4},} systemem typu {\displaystyle S(2,5,21)} oznaczany {\displaystyle W_{21}.} Jego 21 bloków nazywa się prostymi. Dowolne dwie proste przecinają się w jednym punkcie.
Grupa {\displaystyle M_{21}} ma 168 podgrup prostych rzędu 360 i 360 podgrup prostych rzędu 168. W większej rzutowej ogólnej grupie liniowej (ang. projective general linear group) {\displaystyle \operatorname {PGL} (3,4)} oba zbiory podgrup tworzą klasy sprzężoności, ale w {\displaystyle M_{21}} oba zbiory rozpadają się na trzy klasy sprzężoności. Podgrupy mają odpowiednio orbity długości 6, nazywane hiperowalami, i orbity długości 7, nazywane podpłaszczyznami Fana. Zbiory te umożliwiają tworzenie nowych bloków dla większych systemów Steinera. {\displaystyle M_{21}} jest normalna w {\displaystyle \operatorname {PGL} (3,4),} indeksu 3. {\displaystyle \operatorname {PGL} (3,4)} ma automorfizm zewnętrzny indukowany przez transponowanie elementów sprzężonych w {\displaystyle F_{4}} (automorfizm ciała). Grupa {\displaystyle \operatorname {PGL} (3,4)} może być więc rozszerzona do grupy {\displaystyle \operatorname {P\Gamma L} (3,4)} rzutowych przekształceń półtoraliniowych, która jest rozszczepieniem {\displaystyle M_{21}} przez grupę symetryczną {\displaystyle S_{3}.} Okazuje się, że {\displaystyle \operatorname {P\Gamma L} (3,4)} można włożyć jako podgrupę maksymalną w {\displaystyle M_{24}.}
Hiperowal nie ma takich trzech punktów, które byłyby współliniowe. Podpłaszczyzna Fana spełnia w podobny sposób odpowiednie warunki jednoznaczności.
Do {\displaystyle W_{21}} należy dodać trzy nowe punkty i pozwolić automorfizmom {\displaystyle \operatorname {P\Gamma L} (3,4),} ale nie automorfizmom {\displaystyle M_{21}} na permutowanie nowych punktów. System {\displaystyle W_{22}} typu {\displaystyle S(3,6,22)} powstaje przez dodanie jeszcze tylko jednego punktu do każdej z 21 prostych, a nowe bloki są 56 hiperowalami sprzężonymi ze względu na {\displaystyle M_{21}.}
System typu {\displaystyle S(5,8,24)} miałby 759 bloków lub oktad. Należy dołączyć do całości trzy nowe punkty do każdej prostej {\displaystyle W_{21},} jeszcze jeden nowy punkt do podpłaszczyzn Fana w każdym ze 120 zbiorów i dołączyć odpowiednie pary nowych punktów do wszystkich hiperowali. Do pełnej liczby oktad brakuje 210. Brakujące oktady to podzbiory {\displaystyle W_{21}} będące różnicami symetrycznymi par prostych. Istnieje wiele sposobów rozszerzenia grupy {\displaystyle \operatorname {P\Gamma L} (3,4)} do {\displaystyle M_{24}.}

#### W12
Grupę W12 można skonstruować opierając się na geometrii afinicznej na przestrzeni liniowej {\displaystyle F_{3}\times F_{3},} system typu {\displaystyle S(2,3,9).}
Inną konstrukcją {\displaystyle W_{12}} jest Kitten (dosł. kociak) R.T. Curtisa.

#### Programy komputerowe
Powstawały też warte uwagi programy komputerowe generujące systemy Steinera. Wprowadzenie do konstrukcji {\displaystyle W_{24}} poprzez Miracle Octad Generator R.T. Curtisa i analog Conwaya dla {\displaystyle W_{12},} miniMOG, można znaleźć w książce Conwaya i Sloane’a.

### Grupa automorfizmów kodu Golaya
Grupa {\displaystyle M_{24}} jest zarazem grupą permutacji automorfizmów kodu binarnego Golaya {\displaystyle W,} tzn. grupą permutacji współrzędnych odwzorowujących {\displaystyle W} na siebie. Słowa kodowe odpowiadają w naturalny sposób podzbiorom zbioru 24-elementowego. Wspomniane podzbiory odpowiadające słowom kodowym o 8 lub 12 współrzędnych równych 1 nazywane są odpowiednio oktadami i dodekadami. Oktady są blokami systemu Steinera {\displaystyle S(5,8,24),} a kod binarny Holaya jest przestrzenią liniową nad ciałem dwuelementowym rozpinanym przez oktady systemu Steinera. Pełna grupa automorfizmów kodu binarnego ma rząd {\displaystyle 2^{12}|M_{24}|,} gdyż istnieje {\displaystyle |M_{24}|} permutacji i {\displaystyle 2^{12}} zmian znaków. Można to przedstawić jako permutacja i odbijanie współrzędnych wierzchołków 24-wymiarowej kostki.
Podgrupy proste {\displaystyle M_{23},M_{22},M_{12}} i {\displaystyle M_{11}} mogą być zdefiniowane jako podgrupy {\displaystyle M_{24},} odpowiednio jako stabilizatory: jednej współrzędnej, uporządkowanej pary współrzędnych, dodekady i dodekady wraz z jedną współrzędną.
Grupa {\displaystyle M_{12}} jest indeksu {\displaystyle 2} w swojej grupie automorizmów. Jako podgrupa {\displaystyle M_{24}} grupa {\displaystyle M_{12}} działa na drugiej dodekadzie jako obraz automorfizmów zewnętrznych swojego działania na pierwszej dodekadzie. {\displaystyle M_{11}} jest podgrupą {\displaystyle M_{23},} lecz nie {\displaystyle M_{22}.} Ta reprezentacja {\displaystyle M_{11}} ma orbity 11- i 12-elementowe. Grupa automorfizmów {\displaystyle M_{12}} jest podgrupą maksymalną {\displaystyle M_{24}} indeksu 1288.
Istnieje naturalny związek między grupami Mathieu i większymi grupami Conwaya, gdyż tak kod binarny Golaya, jak i krata Leecha leżą w przestrzeniach wymiaru 24. Grupy Conwaya można z kolei znaleźć w grupie Monster. Robert Griess nazywa 20 grup sporadycznych, które można znaleźć w grupie Monster szczęśliwą rodzinką (ang. Happy Family), a grupy Mathieu – pierwszym pokoleniem (ang. first generation).

### Dessins d’enfants
Grupy Mathieu można skonstruować poprzez dessins d'enfants, z {\displaystyle M_{12}} w roli dessin o sugestywnej nazwie „Monsieur Mathieu”.

### Symetrie wielościanów

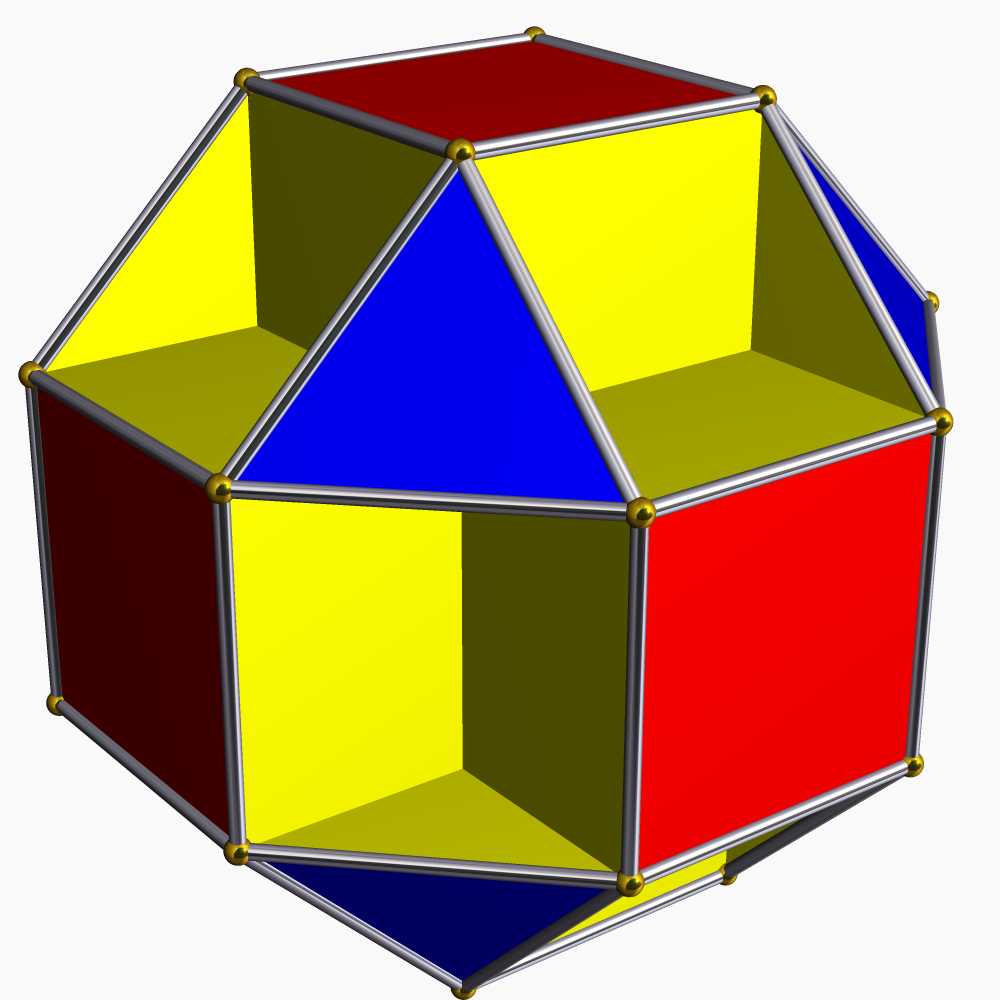
Grupa M_{24} może być skonstruowana z symetrii kwadryki Kleina powiększonej o (niegeometryczną) symetrię jej zanurzenia jako szescioośmiościanu małego.

Grupę {\displaystyle M_{24}} można skonstruować wychodząc od symetrii kwadryki Kleina (symetrie tesselacji powierzchni o genusie 3), mianowicie grupy {\displaystyle \operatorname {PSL} (2,7),} która może być powiększona o dodatkową permutację. Permutację tę można opisać wychodząc od parkietażu kwadryki Kleina 20 trójkątami (o 24 wierzchołkach – zbiorze 24-punktowym, na którym działa grupa), następnie tworząc kwadraty z pewnych dwóch trójkątów, sześciokąty z 6 trójkątów, z dołączoną permutacją będącą „zamianą dwóch końców dwusiecznych kwadratów i sześciokątów”. Można to przedstawić przez kolorowanie trójkątów – odpowiadający kafelkowanie jest topologicznie, ale nie geometrycznie kafelkowaniem t0,1{4, 3, 3} i może być (wielościennie) zanurzony w euklidesowej przestrzeni trójwymiarowej jako szescioośmiościan mały (który również ma 24 wierzchołki).

## Własności
Grupy Mathieu mają fascynujące własności; grupy są wynikiem współwystępowania kilku anomalii w teorii grup.
Na przykład {\displaystyle M_{12}} zawiera egzemplarz wyjątkowego automorfizmu zewnętrznego grupy {\displaystyle S_{6}.} Grupa {\displaystyle M_{12}} zawiera podgrupę izomorficzną z {\displaystyle S_{6}} działającą w różny sposób na dwóch zbiorach 6-elementowych. Z kolei {\displaystyle M_{12}} ma automorfizm zewnętrzny indeksu 2 i, jako podgrupa {\displaystyle M_{24},} działa w różny sposób na dwóch zbiorach 12-elementowych.
Należy zauważyć {\displaystyle M_{10}} jest rozszerzeniem nierozszczepiającym postaci {\displaystyle A_{6}.2} (rozszerzenie grupy rzędu 2 przez A6), i odpowiednio {\displaystyle A_{6}} może być oznaczana symbolem {\displaystyle M_{10}',} gdyż jest to podgrupa indeksu 2 grupy {\displaystyle M_{10}.}
Grupa liniowa {\displaystyle GL(4,2)} ma izomorfizm wyjątkowy (ang. exceptional isomorphism) w grupę alternującą {\displaystyle A_{8};} izomorfizm ten jest istotny ze względu na strukturę {\displaystyle M_{24}.} Stabilizator punktowy {\displaystyle O} oktady jest grupą abelową rzędu 16 o wykładniku 2, a każda z jego inwolucji porusza wszystkie 16 punktów poza oktadę. Stabilizator oktady jest rozszczepieniem {\displaystyle O} przez {\displaystyle A_{8}.} Istnieje 759 (= 3 · 11 · 23) oktad. Stąd rząd {\displaystyle M_{24}} wynosi 759 · 16 · 20160.

## Reprezentacja macierzowa w GL(11, 2)
Kod binarny Golaya jest przestrzenią liniową wymiaru 12 nad {\displaystyle F_{2}.} Punkty stałe ze względu na M24 tworzą podprzestrzeń złożoną z dwóch wektorów, których współrzędne złożone są z samych 0 bądź 1. Przestrzeń ilorazowa, wymiaru 11, rzędu 211, może być skonstruowana jako zbiór podziałów 24 bitów na pary słów kodowych Golaya. Intrygującą rzeczą jest to, że liczba niezerowych wektorów, 211−1 = 2047, jest najmniejszą liczbą Mersenne’a o wykładniku pierwszym, która nie jest liczbą pierwszą i ma rozkład 23 · 89. Następnie {\displaystyle |M_{24}|} dzieli {\displaystyle |\operatorname {GL} (11,2)|=2^{55}\cdot 3^{6}\cdot 5^{2}\cdot 7^{3}\cdot 11\cdot 17\cdot 23\cdot 73\cdot 89.}
Grupa M23 również wymaga wymiaru 11.
Grupy M22, M12 oraz M11 mają reprezentację w GL(10, 2).

## Podgrupa sekstetów grupyM24
Tetradą nazywa się dowolny zbiór 4 punktów systemu Steinera {\displaystyle W_{24}.} Oktada wyznaczona jest przez wybranie pięciu z pozostałych 20 punktów. Istnieje 5 możliwych oktad. Stąd dowolna tetrada wyznacza podział na 6 tetrad, nazywanych sekstetami, których stabilizator w {\displaystyle M_{24}} nazywany jest grupą sekstetów.
Całkowita liczba tetrad to 24 · 23 · 22 · 21/4! = 23 · 22 · 21. Podzielenie tej liczby przez 6 daje liczbę sekstetów, 23 · 11 · 7 = 1771. Więcej, grupa sekstetów to podgrupa splotu rzędu 6! · (4!)6, którego jedynymi dzielnikami pierwszymi są 2, 3 oraz 5. Są to dzielniki pierwsze {\displaystyle |M_{24}|.} Dalsza analiza dałaby rząd grupy sekstetów, a stąd {\displaystyle |M_{24}|.}
Dogodnie jest umieścić 24 punkty w tablicy 6 × 4:
{\displaystyle {\begin{matrix}A&E&I&M&Q&U\\B&F&J&N&R&V\\C&G&K&O&S&W\\D&H&L&P&T&X\end{matrix}}}
Wygodnie jest także użyć elementów ciała {\displaystyle F_{4}} do numerowania wierszy: 0, 1, u, u2.
Grupa sekstetów ma abelową podgrupę normalną {\displaystyle H} rzędu 64, izomorficzną z heksakodem, przestrzenią liniową długości 6 i wymiaru 3 nad {\displaystyle F_{4}.} Niezerowy element H wykonuje podwójną transpozycję w 4 lub 6 kolumnach. Jego działanie może być postrzegane jako dodawanie współrzędnych wektora do liczb w wierszach.
Grupa sekstetów jest rozszczepieniem H przez grupę {\displaystyle 3.S_{6}} (rozszerzenie stem, ang. stem extension). Poniżej znajduje się przypadek w grupach Mathieu, gdzie grupa prosta (A6) jest podilorazem, ale nie podgrupą. {\displaystyle 3.S_{6}} jest normalizatorem w {\displaystyle M_{24}} podgrupy generowanej przez
{\displaystyle r=(BCD)(FGH)(JKL)(NOP)(RST)(VWX),}
który może być interpretowany jako mnożenie liczb w rzędach przez u2. Podgrupa {\displaystyle 3.A_{6}} jest centralizatorem {\displaystyle \langle r\rangle .} Generatorami {\displaystyle 3.A_{6}} są:
{\displaystyle (AEI)(BFJ)(CGK)(DHL)(RTS)(VWX)} (obrót trzech pierwszych kolumn),
{\displaystyle (AQ)(BS)(CT)(DR)(EU)(FX)(GV)(HW),}
{\displaystyle (AUEIQ)(BXGKT)(CVHLR)(DWFJS)} (iloczyn dwóch powyższych),
{\displaystyle (FGH)(JLK)(MQU)(NRV)(OSW)(PTX)} (obrót trzech ostatnich kolumn).
Parzysta permutacja kolumn, np. {\displaystyle (CD)(GH)(KL)(OP)(QU)(RV)(SX)(TW),} generuje {\displaystyle 3.S_{6}.}
Grupa {\displaystyle 3.A_{6}} jest izomorficzna z podgrupą {\displaystyle \operatorname {SL} (3,4),} której obraz w {\displaystyle \operatorname {PSL} (3,4)} został opisany wyżej jako grupa hiperowali.
Aplet Moggie ma funkcję wyświetlania sekstetów w kolorze.

## Struktura podgrup
Grupa M24 zawiera nieabelowa podgrupy proste 13 typów izomorfizmów: pięć klas A5, cztery klasy PSL(3,2), dwie klasy A6, dwie klasy PSL(2,11), po jednej klasie A7, PSL(2,23), M11, PSL(3,4), A8, M12, M22, M23 oraz M24.

### Podgrupy maksymalneM24
Robert T. Curtis przedstawił pełny opis maksymalnych podgrup grupy M24 w 1977, co błędnie zaanonsowano wcześniej w 1972 roku.
Lista przedstawia się następująco:
- M23, rząd 10 200 960,
- M22:2, rząd 887 040, orbity 2- i 22-elementowe,
- 24:A8, rząd 322 560, orbity 8- i 16-elementowe: grupa oktad
- M12:2, rząd 190 080, przechodnia i imprymitywna: grupa dodekad

Egzemplarz M12 działający w inny sposób na dwóch zbiorach 12-elementowych, odzwierciedlający automorfizm zewnętrzny M12
- 26:(3.S6), rząd 138 240: grupa sekstetów (zob. wyżej)
- PSL(3,4):S3, rząd 120 960, orbity 3- i 21-elementowe
- 26:(PSL(3,2) × S3), rząd 64 512, przechodnia i imprymitywna: grupa trójek (ang. trio group)

Stabilizator rozbicia na 3 oktady
- PSL(2,23), rząd 6 072: podwójnie przechodnie
- Grupa ósemkowa, rząd 168, prosta, przechodnia i imprymitywna, 8 bloków trójelementowych

Ostatnia znaleziona podgrupa maksymalna M24.
7-elementowe podzbiory tej grupy dzielą się na 2 klasy sprzężoności zbiorów 24-elementowych.

### Podgrupy maksymalneM23
- M22, rząd 443 520
- PSL(3,4):2, rząd 40 320, orbity 21- i 2- elementowe
- 24:A7, rząd 40 320, orbity 7- i 16-elementowe

Stabilizator bloku W23
- A8, rząd 20 160, orbity 8- i 15-elementowe
- M11, rząd 7 920, orbity 11- i 12-elementowe
- (24:A5):S3 lub M20:S3, rząd 5 760, orbity 3- i 20-elementowe (5 bloków 4-elementowych)

Jednopunktowy stablizator grupy sekstetów
- 23:11, rząd 253, regularna

### Podgrupy maksymalneM22
Nie istnieją podgrupy właściwe przechodnie na całym 22-elementowym zbiorze.
- PSL(3,4) lub M21, rząd 20160: jednopunktowy stabilizator
- 24:A6, rząd 5760, orbity 6- i 16-elementowe

Stabilizator bloku W22
- A7, rząd 2520, orbity 7- i 15-elementowe
- A7, orbity 7- i 15-elementowe
- 24:S5, rząd 1920, orbity 2- i 20-elementowe (5 bloków 4-elementowych)

2-punktowy stabilizator w grupie sekstetów
- 23:PSL(3,2), rząd 1344, orbity 8- i 14-elementowe
- M10, rząd 720, orbity 10- i 12-elementowe (2 bloki 6-elementowe)

Jednopunktowy stabilizator M11 (punkt w orbicie 11-elementowej)
nierozszczepione rozszerzenie postaci A6.2
- PSL(2,11), rząd 660, dwie orbity 11-elementowe

Kolejny jednopunktowy stabilizator M11 (punkt w orbicie 12-elementowej)

### Podgrupy maksymalneM21
Nie istnieją podgrupy właściwe przechodnie na całym 21-elementowym zbiorze.
- 24:A5 lub M20, rząd 960: stabilizator jednopunktowy

Imprymitywna na 5 blokach 4-elementowych
- 24:A5, transpozycja M20, orbity 5- i 16-elementowe
- A6, rząd 360, orbity 6- i 15-elementowe: grupa hiperowali
- A6, orbity 6- i 15-elementowe
- A6, orbity 6- i 15-elementowe
- PSL(3,2), rząd 168, orbity 7- i 14-elementowe: grupa podpłaszczyzny Fana
- PSL(3,2), orbity 7- i 14-elementowe
- PSL(3,2), orbity 7- i 14-elementowe
- 32:Q lub M9, rząd 72, orbity 9- i 12-elementowe

### Podgrupy maksymalneM12
Istnieje 11 klas sprzężoności podgrup maksymalnych, 6 występujących w automorficznych parach.
- M11, rząd 7920, stopień 11
- M11, stopień 12

Obraz automorfizmu zewnętrznego poprzedniego typu
- S6:2, rząd 1440, imprymitywna i przechodnia, 2 bloki 6-elementowe

Przykład wyjątkowego automorfizmu zewnętrznego S6
- M10.2, rząd 1440, orbity 2- i 10-elementowe

Obraz automorfizmu zewnętrznego poprzedniego typu
- PSL(2,11), rząd 660, podwójnie przechodnia na zbiorze 12-punktowym
- 32:(2.S4), rząd 432, orbity 3- i 9-elementowe

Izomorficzna z grupą afiniczną na przestrzeni C3 × C3.
- 32:(2.S4), imprymitywna na 4 zbiorach 3-elementowych

Obraz automorfizmu zewnętrznego poprzedniego typu
- S5 × 2, rząd 240, podwójnie imprymitywna, 6 na 2

Centralizator sześciokrotnej transpozycji
- Q:S4, rząd 192, orbity 4- i 8-elementowe

Centralizator poczwórnej transpozycji
- 42:(2 × S3), rząd 192, imprymitywna na 3 zbiorach 4-elementowych
- A4 × S3, rząd 72, podwójnie imprymitywna, 4 na 3

### Podgrupy maksymalneM11
Istnieje 5 klas sprzężoności podgrup maksymalnych
- M10, rząd 720, jednopunktowy stabilizator w reprezentacji stopnia 11
- PSL(2,11), rząd 660, jednopunktowy stabilizator w reprezentacji stopnia 12
- M9:2, rząd 144, stabilizator rozbić 9- i 2-elementowego.
- S5, rząd 120, orbity 5- i 6-elementowe

Stabilizator bloku w systemie Steinera S(4,5,11)
- Q:S3, rząd 48, orbity 8- i 3-elementowe

Centralizator poczwórnej transpozycji
Izomorficzna z GL(2,3).

## Liczba elementów według rzędu
Maksymalny rząd dowolnego elementu w M11 wynosi 11. Rzędy i rozmiary klas sprzężoności można znaleźć w ATLASie.
| Rząd      | Liczba elementów        | Sprzężoność                   |
| --------- | ----------------------- | ----------------------------- |
| 1 = 1     | 1 = 1                   | 1 klasa                       |
| 2 = 2     | 165 = 3 · 5 · 11        | 1 klasa                       |
| 3 = 3     | 440 = 23 · 5 · 11       | 1 klasa                       |
| 4 = 22    | 990 = 2 · 32 · 5 · 11   | 1 klasa                       |
| 5 = 5     | 1584 = 24 · 32 · 11     | 1 klasa                       |
| 6 = 2 · 3 | 1320 = 23 · 3 · 5 · 11  | 1 klasa                       |
| 8 = 23    | 1980 = 22 · 32 · 5 · 11 | 2 klasy (równoważne potęgowo) |
| 11 = 11   | 1440 = 25 · 32 · 5      | 2 klasy (równoważne potęgowo) |
Maksymalny rząd dowolnego elementu w M12 wynosi 11. Rzędy i rozmiary klas sprzężoności można znaleźć w ATLASie.
| Rząd       | Liczba elementów          | Sprzężoność                      |
| ---------- | ------------------------- | -------------------------------- |
| 1 = 1      | 1 = 1                     | 1 klasa                          |
| 2 = 2      | 891 = 34 · 11             | 2 klasy (nierównoważne potęgowo) |
| 3 = 3      | 4400 = 24 · 52 · 11       | 2 klasy (nierównoważne potęgowo) |
| 4 = 22     | 5940 = 22 · 33 · 5 · 11   | 2 klasy (nierównoważne potęgowo) |
| 5 = 5      | 9504 = 25 · 33 · 11       | 1 klasa                          |
| 6 = 2 · 3  | 23 760 = 24 · 33 · 5 · 11 | 2 klasy (nierównoważne potęgowo) |
| 8 = 23     | 23 760 = 24 · 33 · 5 · 11 | 2 klasy (nierównoważne potęgowo) |
| 10 = 2 · 5 | 9504 = 25 · 33 · 11       | 1 klasa                          |
| 11 = 11    | 17 280 = 27 · 33 · 5      | 2 klasy (równoważne potęgowo)    |
Maksymalny rząd dowolnego elementu w M22 wynosi 11.
| Rząd      | Liczba elementów              | Sprzężoność                   |
| --------- | ----------------------------- | ----------------------------- |
| 1 = 1     | 1 = 1                         | 1 klasa                       |
| 2 = 2     | 1155 = 3 · 5 · 7 · 11         | 1 klasa                       |
| 3 = 3     | 12 320 = 25 · 5 · 7 · 11      | 1 klasa                       |
| 4 = 22    | 13 860 = 22 · 32 · 5 · 7 · 11 | 1 klasa                       |
| 4 = 22    | 27 720 = 23 · 32 · 5 · 7 · 11 | 1 klasa                       |
| 5 = 5     | 88 704 = 27 · 32 · 7 · 11     | 1 klasa                       |
| 6 = 2 · 3 | 36 960 = 25 · 3 · 5 · 7 · 11  | 1 klasa                       |
| 7 = 7     | 126 720 = 28 · 32 · 5 · 11    | 2 klasy (równoważne potęgowo) |
| 8 = 23    | 55 440 = 24 · 32 · 5 · 7 · 11 | 1 klasa                       |
| 11 = 11   | 80 640 = 28 · 32 · 5 · 7      | 2 klasy (równoważne potęgowo) |
Maksymalny rząd dowolnego elementu w M23 wynosi 23.
| Rząd       | Liczba elementów                      | Sprzężoność                   |
| ---------- | ------------------------------------- | ----------------------------- |
| 1 = 1      | 1 = 1                                 | 1 klasa                       |
| 2 = 2      | 3795 = 3 · 5 · 11 · 23                | 1 klasa                       |
| 3 = 3      | 56 672 = 25 · 7 · 11 · 23             | 1 klasa                       |
| 4 = 22     | 318 780 = 22 · 32 · 5 · 7 · 11 · 23   | 1 klasa                       |
| 5 = 5      | 680 064 = 27 · 3 · 7 · 11 · 23        | 1 klasa                       |
| 6 = 2 · 3  | 850 080 = 25 · 3 · 5 · 7 · 11 · 23    | 1 klasa                       |
| 7 = 7      | 1 457 280 = 27 · 32 · 5 · 11 · 23     | 2 klasy (równoważne potęgowo) |
| 8 = 23     | 1 275 120 = 24 · 32 · 5 · 7 · 11 · 23 | 1 klasa                       |
| 11 = 11    | 1 854 720 = 28 · 32 · 5 · 7 · 23      | 2 klasy (równoważne potęgowo) |
| 14 = 2 · 7 | 1 457 280 = 27 · 32 · 5 · 11 · 23     | 2 klasy (równoważne potęgowo) |
| 15 = 3 · 5 | 1 360 128 = 28 · 3 · 7 · 11 · 23      | 2 klasy (równoważne potęgowo) |
| 23 = 23    | 887 040 = 28 · 32 · 5 · 7 · 11        | 2 klasy (równoważne potęgowo) |
Maksymalny rząd dowolnego elementu w M24 wynosi 23. Jest 26 klas sprzężoności. Zachodzi intrygująca zbieżność z liczbą 26 sporadycznych grup prostych. Grupa M24 zdaje się być szczególna, nawet jak na grupę sporadyczną, być może istnieje ciekawe połączenie tych faktów.
| Rząd        | Liczba elementów                       | Struktura cykli i sprzężoność         |
| ----------- | -------------------------------------- | ------------------------------------- |
| 1 = 1       | 1                                      | 1 klasa                               |
| 2 = 2       | 11 385 = 32 · 5 · 11 · 23              | 28, 1 klasa                           |
| 2 = 2       | 31 878 = 2 · 32 · 7 · 11 · 23          | 212, 1 klasa                          |
| 3 = 3       | 226 688 = 27 · 7 · 11 · 23             | 36, 1 klasa                           |
| 3 = 3       | 485 760 = 27 · 3 · 5 · 11 · 23         | 38, 1 klasa                           |
| 4 = 22      | 637 560 = 23 · 32 · 5 · 7 · 11 · 23    | 24, 1 klasa                           |
| 4 = 22      | 1 912 680 = 23 · 33 · 5 · 7 · 11 · 23  | 24, 1 klasa                           |
| 4 = 22      | 2 550 240 = 25 · 32 · 5 · 7 · 11 · 23  | 46, 1 klasa                           |
| 5 = 5       | 4 080 384 = 28 · 33 · 7 · 11 · 23      | 54, 1 klasa                           |
| 6 = 2 · 3   | 10 200 960 = 27 · 32 · 5 · 7 · 11 · 23 | 23262, 1 klasa                        |
| 6 = 2 · 3   | 10 200 960 = 27 · 32 · 5 · 7 · 11 · 23 | 24, 1 klasa                           |
| 7 = 7       | 11 658 240 = 210 · 32 · 5 · 11 · 23    | 73, 2 klasy (równoważne potęgowo)     |
| 8 = 23      | 15 301 440 = 26 · 33 · 5 · 7 · 11 · 23 | 2·4·82, 1 klasa                       |
| 10 = 2 · 5  | 12 241 152 = 28 · 33 · 7 · 11 · 23     | 2102, 1 klasa                         |
| 11 = 11     | 22 256 640 = 210 · 33 · 5 · 7 · 23     | 112, 1 klasa                          |
| 12 = 22 · 3 | 20 401 920 = 28 · 32 · 5 · 7 · 11 · 23 | 2 ·4·6·12, 1 klasa                    |
| 12 = 22 · 3 | 20 401 920 = 28 · 32 · 5 · 7 · 11 · 23 | 122, 1 klasa                          |
| 14 = 2 · 7  | 34 974 720 = 210 · 33 · 5 · 11 · 23    | 2·7·14, 2 klasy (równoważne potęgowo) |
| 15 = 3 · 5  | 32 643 072 = 211 · 32 · 7 · 11 · 23    | 3·5·15, 2 klasy (równoważne potęgowo) |
| 21 = 3 · 7  | 23 316 480 = 211 · 32 · 5 · 11 · 23    | 3·21, 2 klasy (równoważne potęgowo)   |
| 23 = 23     | 21 288 960 = 211 · 33 · 5 · 7 · 11     | 23, 2 klasy (równoważne potęgowo)     |